# پراگرسیو سول
پراگرسیو سول (انگلیسی: Progressive soul) که اغلب به‌اختصار «پراگ-سول» (prog-soul) نامیده می‌شود و همچنین با نام‌هایی مانند بلک پراگ (black prog)، بلک راک (black rock) یا پراگرسیو آراندبی (progressive R&B) شناخته می‌شود، سبکی از موسیقی آفریقایی-آمریکایی است که از رویکردی پراگرسیو در بستر سبک‌های سول و فانک بهره می‌برد.
این سبک اواخر دهه ۱۹۶۰ و اوایل دهه ۱۹۷۰ شکل گرفت، زمانی که موسیقیدانان سیاه‌پوست نوآور، مرزهای ساختاری و سبکی ژانرهای رایج را گسترش دادند. آن‌ها تحت تأثیر فرم‌هایی موسیقایی قرار داشتند که از دگرگونی ریتم اند بلوز به راک پدید آمده بودند؛ از جمله موسیقی موتاون، پراگرسیو راک، سول سایکدلیک و جز فیوژن.
ویژگی‌های موسیقایی پراگرسیو سول شامل ملودی‌های سنتی R&B، الگوهای آوازی پیچیده، ساختارهای گسترده و هماهنگ ریتمیک، تکنیک‌های پیشرفته در نوازندگی (به‌ویژه گیتار راک و سازهای جز)، تأثیرپذیری هم از منابع آفریقایی و هم اروپایی است. هنرمندان این سبک اغلب آثارشان را در قالب آلبوم‌محور و مفهومی خلق می‌کردند و ضمن توجه نشان دادن به آگاهی اجتماعی و سیاسی ناشی از تجربهٔ سیاه‌پوستان آمریکا، از عناصر بوهمی، علمی‌تخیلی و آفروفوتوریسم در آثار خود بهره می‌گرفتند.
جنبش نئو-سول (Neo Soul) در اواخر دهه ۹۰ و اوایل دهه ۲۰۰۰، به‌ویژه با گروه Soulquarians به‌عنوان شاخه‌ای برگرفته از پراگرسیو سول شناخته می‌شود.